# Гусный
Гусный (укр. Гусний) — село в Ставненской сельской общине Ужгородского района Закарпатской области Украины.
Население по переписи 2001 года составляло 86 человек. Почтовый индекс — 89031. Телефонный код — 03135. Занимает площадь 11,2 км². Код КОАТУУ — 2120886402.

## Достопримечательности
- Деревянная церковь святого Николая бойковского типа, который широко распространен в Великоберезнянском районе. Свято-Николаевская церковь была построена в 1655 году.